# Bremszeit

Bremsvorgang

Unter Bremszeit versteht man die Zeitspanne vom ersten Betätigen der Bremse bis zum Stillstand des Fahrzeugs. In der Bremszeit sind die Bremsansprechzeit und der eigentliche Bremsweg enthalten. Die Bremszeit ist abhängig von der Fahrgeschwindigkeit und der möglichen Bremsverzögerung.
{\displaystyle t={\frac {v}{a}}}
- {\displaystyle t} = Zeit (in Sekunden)
- {\displaystyle v} = Fahrgeschwindigkeit (in m/s)
- {\displaystyle a} = Bremsverzögerung (in m/s²)

Bei einer angenommenen Verzögerung von 7,72 m/s² ergeben sich folgende Bremszeiten:
| Geschwindigkeit | Bremszeit |
| --------------- | --------- |
| 030 km/h        | 1,08 s    |
| 050 km/h        | 1,80 s    |
| 100 km/h        | 3,60 s    |
| 130 km/h        | 4,68 s    |

Zum Vergleich: In der Formel 1 liegt die Bremszeit bei einer Ausgangsgeschwindigkeit von 200 km/h bis zum Stillstand unter zwei Sekunden (die Bremsverzögerung beträgt dabei in etwa 27,8 m/s², was rund der 2,83-fachen Erdbeschleunigung entspricht).
Für die Bremszeit ist das Fahrzeug ausschlaggebend, während für den vorausgehenden Reaktionsweg der Mensch entscheidend ist. Der Begriff Bremszeit wird oft im Zusammenhang mit Automobilen und deren Sicherheit verwendet. Hier wird versucht, die Bremszeit durch bessere Bremsen und besseren Grip der Reifen möglichst kurz zu halten. So können Unfälle vermieden werden.